# Entre lladres (pel·lícula de 1999)
Entre lladres  (títol original: Thick as Thieves) és una pel·lícula estatunidenca dirigida per Scott Sanders, estrenada l'any 1999. Ha estat doblada al català.

## Argument
Frank Riles, l'hereu d'una cadena de supermercats, li encarrega a Mackin, lladre professional de talent, robar una cambra amb milions de dòlars en bons a Detroit. Després de ser traït pel seu contacte, Mackin aconsegueix escapar del cèrcol de la policia i decideix venjar-se.

## Repartiment
- Alec Baldwin: Mackin
- Khandi Alexander: Janet
- Erich Anderson: Tenesco
- Andre Braugher: Dink
- Lisette Bross: Patrona del restaurant
- Julia Sweeney: Lisa
- Rebecca de Mornay: Petrone
- Richard Edson: Danny
- Terrence Evans: xofer de bus
- Tom Everett: Bethune
- Bruce Greenwood: Bo
- Janeane Garofalo: Anne
- Michael Hitchcock: Maloney
- Michael Jai White: Pointy

## Crítica
"Avorrida, llarga i mal explicada pel·lícula en la qual regna la confusió narrativa"